# SOCAR
De State Oil Company of Azerbaijan Republic, afgekort SOCAR en in het Azerbeidzjaans Azərbaycan Respublikası Dövlət Neft Şirkəti, is de staatsoliemaatschappij van Azerbeidzjan. Alle aandelen zijn in handen van de staat en het hoofdkantoor staat in Bakoe. De maatschappij is actief in de hele olieketen van de winning tot de uiteindelijke verkoop van olieproducten aan de klant.

## Activiteiten
SOCAR is een belangrijke speler in de olie-industrie van het land. Het wint olie en aardgas uit velden op het land en op zee. De velden in de Kaspische Zee zijn het belangrijkst in de totale energieproductie. Voor de verwerking beschikt het bedrijf over twee raffinaderijen waarvan de grootste bij Bakoe staat. Om de olie bij de klanten te krijgen zijn er diverse pijpleidingen die door de maatschappij worden beheerd. Het bedrijf beschikt over een groot aantal tankstations in het land, in Georgië, Oekraïne en Zwitserland.
In 2020 produceerde het bedrijf 7,4 miljoen ton olie en had hiermee een aandeel van 19% in het nationale totaal van 35,5 miljoen ton. Verder produceerde het bedrijf 7 miljard m³ aardgas, dit is ook zo'n 20% van het nationale totaal. Veruit de belangrijkste twee velden zijn Azeri-Chirag-Guneshli en Shah Deniz. De verwerkingscapaciteit van de raffinaderijen is ongeveer 7 miljoen ton per jaar.

### Aantal medewerkers
In 2001 waren er nog meer dan 63.000 medewerkers. Geleidelijk daalde dat aantal tot ruim 50.000 in de jaren 2017 en 2018.
- 2005 – 58.541[3]
- 2014 – 56.461
- 2016 – 50.933
- 2017 – 50.122
- 2018 – 50.332[4]

## Geschiedenis
Na de overname van de macht door de bolsjewieken werd de olie-industrie in 1920 genationaliseerd. Voor de omwenteling waren grote buitenlandse oliebedrijven actief in het land zoals Branobel en Bnito, al was deze laatste in 1911 overgenomen door Koninklijke Olie. Azerbeidzjan was veruit de belangrijkste olieprovincie in de pas opgerichte Sovjet-Unie. Alle activiteiten werden gegroepeerd in Azneft. Na een organisatorische herschikking in de jaren vijftig en zestig werd de organisatie hernoemd tot Azerneft. Na het uiteenvallen van de Sovjet-Unie, kwam de oliesector in handen van Azerbeidzjan die het geheel op 13 september 1992 onderbracht in SOCAR.
Het ontbrak SOCAR aan de moderne technologie en kennis om nieuwe velden in ontwikkeling te brengen. De meeste velden op het land en in het ondiepe deel van de Kaspische Zee waren reeds ontdekt. De hulp van buitenlandse oliemaatschappijen om offshorevelden in diep water te ontwikkelen was noodzakelijk. Al in begin 1994 werden de mogelijkheden en voorwaarden hiertoe gecreëerd.
Azeri-Chirag-Guneshli (ACG) is het belangrijkste veld dat met buitenlandse hulp tot ontwikkeling is gebracht en ligt 120 kilometer van de kust bij Bakoe. De eerste olie kwam in november 1997 uit de grond, die via de datzelfde jaar geopende Bakoe-Novorossiysk pijpleiding naar de Russische Zwarte Zee-kust werd geëxporteerd. Twee jaar later volgde de Bakoe-Soepsa pijpleiding, die naar de Georgische Zwarte Zeekust ging. In 2006 opende de Bakoe-Tbilisi-Ceyhan-pijpleiding naar Ceyhan in Turkije, aan de Middellandse Zee. Het Shah Deniz-gasveld werd in 2006 door SOCAR in gebruik genomen. In het eerste kwartaal van 2016 lag de dagproductie gemiddeld op 650.000 vaten en cumulatief was er per kwartaal ultimo 2,9 miljard vaten uit het veld gehaald.